# Re di Numidia
La Numidia era un'antica regione (e poi regno) berbera che occupava i territori del Nordafrica corrispondenti all'incirca all'attuale Algeria nord-orientale.

## Re di Massili e Massesili
La Numidia era in origine divisa in due tribù, ciascuna con propri capi: Massesili (a occidente, confinanti con la Mauretania) e Massili (a oriente, confinanti con i territori di Cartagine).
Re dei Massesili (occidente)
- Ailymas (310-290 a.C.)
- Narava (?)
- Siface (almeno 215 - 202 a.C.)
- Vermina (202 - ? a.C.)
- Archobarzane (? - 157 a.C.)

Re dei Massili (oriente)
- Zelalsen (344-274 a.C.)
- Gala (275-207 a.C.)
- Esalce (207-206 a.C.)
- Capussa (206 a.C.)
- Lacumace (206 a.C.)
- Massinissa (206-202 a.C.)

Nel corso della seconda guerra punica Massinissa si alleò con i romani di Publio Cornelio Scipione contro i cartaginesi di Annibale, e dopo aver preso parte alla decisiva battaglia di Zama riunì Massili e Massesili in un regno unificato (202 a.C.).

## Re di Numidia
- Massinissa (202-148 a.C.)

Dopo la morte di Massinissa, i sui tre figli si divisero il potere:
- Micipsa (148-118 a.C.)
- Gulussa (148-145 a.C.)
- Mastanabale (148-? a.C.)

Anche dopo Micipsa il potere fu diviso tra i suoi tre eredi, i due figli naturali Iempsale e Aderbale e il figlio adottivo Giugurta (figlio di Mastanabale):
- Iempsale I (118-117 a.C.)
- Aderbale (118-112 a.C.)
- Giugurta (118-105 a.C.)

Giugurta si inimicò Roma, che lo sconfisse con la guerra giugurtina (111-105 a.C.) e pose sul trono del regno suo fratello:
- Gauda (105-88 a.C.)
- Iempsale II (88-60 a.C.), figlio del precedente;
- Giuba I (60-46 a.C.), figlio del precedente.

Giuba fu coinvolto nella guerra civile tra Cesare e Pompeo, schierandosi dalla parte di quest'ultimo; sconfitto a Tapso, preferì darsi la morte. L'ex regno fu allora annesso dalla Repubblica romana come provincia di Africa Nova.
- Nel 30 a.C. Ottaviano abolì l'Africa Nova e restaurò il Regno di Numidia ponendovi a capo il figlio di Giuba, Giuba II (30-25 a.C.). Infine nel 25 a.C. ci fu un'ultima risoluzione: Ottaviano - ora Augusto - annesse la Numidia orientale alla confinante provincia d'Africa; contestualmente Giuba perse il titolo di re di Numidia, ma ottenne in compenso il Regno di Mauretania, peraltro ampliato con l'annessione della confinante Numidia occidentale.

## Dopo la fine dell'indipendenza
Dopo la fine del regno, la Numidia fu retta dalle seguenti potenze:
- 25 a.C.-395: Impero romano, divenuto poi
- 395-429 Impero romano d'Occidente
- 429-534: Regno vandalo
- 534-642: Impero romano d'Oriente
- 642 in poi: Stati arabo-musulmani